# Parthenicus oreades
Parthenicus oreades är en insektsart som beskrevs av Knight 1925. Parthenicus oreades ingår i släktet Parthenicus och familjen ängsskinnbaggar. Inga underarter finns listade i Catalogue of Life.